# Moonrise
Moonrise (ムーンライズ Mūnraizu?) es una serie de animación en red original japonesa dirigida por Masashi Koizuka y producida por Wit Studio. Se estrenó en Netflix el 10 de abril de 2025.

## Descripción general
Esta obra es una animación de ciencia ficción en la que el novelista y guionista Tow Ubukata se encargó de la idea original de la historia, la mangaka Hiromu Arakawa diseñó los personajes, y Masashi Koizuka asumió la dirección, el guion y la composición de la serie. La animación fue realizada por Wit Studio.
La historia se desarrolla en una era en la que la humanidad ha comenzado a expandirse más allá de la Tierra. En este contexto, la Luna, impulsada por las desigualdades económicas, inicia una guerra de independencia contra la Tierra. La trama sigue a un protagonista cuya familia ha sido víctima de este conflicto, quien se levanta en busca de venganza. El director, Masashi Koizuka, ha declarado que esta es la primera ópera espacial creada por Wit Studio.
El mundo de la obra fue concebido bajo la dirección de Tow Ubukata, quien ideó un escenario donde todo está controlado por una red internacional de inteligencia artificial llamada "Sapientia". En esta sociedad, las personas viven siguiendo los juicios racionales emitidos por Sapientia. Aunque en la etapa inicial del proyecto la inteligencia artificial aún no estaba tan extendida, Ubukata incorporó esta idea anticipándose a los avances futuros. Además, con la participación de Hiromu Arakawa en el desarrollo de la obra, las personalidades de los personajes fueron significativamente refinadas, aportando mayor profundidad y detalle al relato.
La obra es un proyecto original de anime compuesto por un total de 18 episodios. Durante la producción, el equipo lo concibió como si se tratara de una trilogía cinematográfica: los episodios 1 al 6 conforman la temporada 1, los episodios 7 al 13 la temporada 2, y los episodios 14 al final corresponden a la temporada 3. El enfoque principal durante la creación fue mantener a los espectadores interesados a lo largo de los 18 episodios, ofreciendo desarrollos impredecibles y únicos que solo una obra original de anime puede brindar.
Como elemento distintivo del anime, Masashi Koizuka destacó "la acción centrada en los grabados (una tecnología que aparece en la historia)". El equipo se enfocó en cómo lograr que estas escenas fueran visualmente impactantes y, al mismo tiempo, crearan combates originales en el entorno lunar subterráneo. Para ello, se contó con Yasuyuki Ebara, un miembro clave en el desarrollo de las escenas de acción con el equipo de maniobras tridimensionales en el anime Shingeki no Kyojin. Ebara creó la base de las escenas de acción, y luego el equipo discutió y perfeccionó cada escena para adaptarla a las necesidades de cada episodio.

## Sinopsis

### Prólogo
En el año 2XXX, la humanidad estableció un "gobierno mundial gradual" y creó una sociedad en la que toda la información es gestionada de manera centralizada por la red internacional de inteligencia artificial "Sapientia". Las personas vivían, al menos en apariencia, una vida pacífica siguiendo los juicios racionales de Sapientia. Sin embargo, el "proyecto de colonización lunar" liderado por Sapientia incluyó medidas controvertidas, como enviar a la Luna a criminales y materiales contaminantes para mantener el orden en la Tierra. Esto provocó una marcada desigualdad entre la Tierra y la Luna: mientras la Tierra disfrutaba de estabilidad, la Luna quedó sumida en la pobreza y la opresión, dando lugar al surgimiento de movimientos que buscaban su independencia.

### Fase inicial
Un día, el protagonista, un joven llamado Jack, pierde a su familia en un ataque terrorista al ascensor orbital de la luna provocado por un grupo rebelde. Jura vengarse de Bob Skyrum, el cerebro de la rebelión, y se infiltra en la luna con sus camaradas como explorador del Ejército Conjunto. Mientras tanto, su amigo de la infancia, Phil Ash, intentaba lograr la independencia como miembro del ejército revolucionario Cadenas Lunares en un entorno hostil. Los destinos de los dos hombres se cruzan y la historia se convierte en una batalla que eventualmente desentrañará los misterios del mundo.

## Personajes
| Personaje           | Japonés           | Español (España) | Español (Latino)  |
| ------------------- | ----------------- | ---------------- | ----------------- |
| Jacob "Jack" Shadow | Chiaki Kobayashi  | Adrián Pineda    | Juan David Pérez  |
| Phil Ash            | Yūto Uemura       | Ferran Rull      | Andrés Marulanda  |
| Osma                | Kōsuke Takaguchi  | Hernán Fernández | David Fortul      |
| Duan                | Satoshi Yamaguchi | Ramón Canals     | Héctor González   |
| Inanna Zinger       | Arisa Kōri        | Nuria Trifol     | Sofia Duarte      |
| Zowan               | Yūka Terasaki     | Laura Jara       | Estefanía Beltrán |
| Eric Baker          | Yū Kobayashi      | Alex Molina      | Santiago Baquero  |
| Georg Landry        | Katsunori Okai    | Albert Trifol    | Danilo Smith      |
| Rhys Rochelle       | Misaki Yamada     | Aina Lluch       | Ana María Ochoa   |
| Mary                | Aina the End      | Roser Vilches    | Pamela Hernández  |
| Bob Skylum          | Masaki Aizawa     | Alfonso Vallés   | John Grey         |
| Wyse Crown          | Takehito Koyasu   | Pau López        | Carlos Jiménez    |
| Dr. Salamandra      | Mie Sonozaki      | —                | Yina de los Ríos  |
| Windy Sylph         | Arisa Sekine      | —                | Ximena de la Hoz  |
| Novice Harbinger    | Shin Aomori       | —                | Rafael Gómez      |

## Producción
El 9 de junio de 2022 se anunció la producción de la serie como un proyecto original de Netflix. En ese momento, se reveló que Tow Ubukata sería el creador de la historia y Masashi Koizuka asumiría la dirección. El 25 de septiembre del mismo año se confirmó que Hiromu Arakawa estaría a cargo del diseño de personajes y que la serie estaba programada para estrenarse en 2024. El 7 de marzo de 2025 se anunciaron los actores principales, junto con la fecha de estreno fijada para el 10 de abril de 2025. Posteriormente, el 22 de marzo de 2025, durante el evento "AnimeJapan 2025", se revelaron miembros adicionales del elenco y la información sobre el tema principal de la serie.

### Proceso de planificación y estructura de producción
El inicio del proyecto se remonta entre 2014 y 2015, cuando el director Masashi Koizuka tuvo una charla informal con el presidente de Wit Studio, George Wada. Wada solía investigar qué tipo de obras querían crear sus empleados a través de conversaciones casuales. En una de estas charlas, cuando Koizuka mencionó los episodios 7 y 8 de Star Wars, comentó que "últimamente no hay animes como ese", lo cual llamó la atención de Wada. Más tarde, Wada propuso la idea de crear una ópera espacial. Gracias a que Wada había trabajado previamente con Tow Ubukata, lo presentó a Koizuka, y de ahí comenzó a gestarse el proyecto. Mientras Ubukata desarrollaba la historia como una novela, también surgió la sugerencia de incluir a Hiromu Arakawa en el equipo para encargarse del diseño visual de los personajes, lo que consolidó aún más el equipo creativo detrás de la obra.
La idea original de Tow Ubukata estaba centrada en un mundo de ciencia ficción dura (hard SF), pero Masashi Koizuka quería crear una obra que pudiera ser disfrutada tanto por adultos como por niños. Por lo tanto, decidió adaptar el mundo y los conceptos duros de Ubukata a un formato más accesible y en línea con los elementos narrativos típicos del manga shōnen, que a él le gustaban. Para el diseño de los personajes, Koizuka discutió con el equipo de arte, incluyendo la diseñadora de personajes Ayumi Yamada, sobre quién podría crear personajes que fueran divertidos de dibujar y, al mismo tiempo, resaltar al máximo las características y personalidades de los mismos. Fue en este contexto que Hiromu Arakawa fue la primera persona mencionada. Además, Arakawa era una de las referencias para Koizuka cuando pensó en mostrar una ópera espacial utilizando técnicas del manga shōnen. Koizuka pensó que el enfoque de Arakawa, quien al adaptar sus novelas al manga intensifica la personalidad de los personajes para hacer la obra más accesible y divertida, encajaba perfectamente con lo que él quería para la serie. Por lo tanto, decidió contar con Arakawa como la diseñadora original de los personajes.
La música fue compuesta por Ryū Kawasaki. Masashi Koizuka, en la etapa de guion y en los primeros borradores de los guiones gráficos, pidió a Kawasaki que creara una demo. A partir de esa base, le transmitió su deseo de tener una música orquestal y grandiosa. Después de eso, Koizuka dejó en manos de Kawasaki el desarrollo completo de la música para la serie.
El proceso de producción tomó un total de 2 años y 11 meses, desde que se comenzó a trabajar en la animación del episodio 1 hasta que se completó el episodio 18.
Debido a que resultaba difícil producir esta obra como un anime para televisión, se optó por una distribución exclusiva a través de Netflix, que se ofreció como socio para el proyecto. Dado que el formato de producción era muy diferente al de una serie televisiva, se sumó al equipo el productor Ryōma Kawamura, aprovechando su experiencia trabajando con Netflix. A diferencia de las series de televisión, donde la duración de cada episodio está predeterminada, en Netflix la duración puede variar. Esto hace que sea complicado prever cuántas personas se necesitarán para cada episodio. Por ello, era crucial contar con alguien con la habilidad para gestionar de manera óptima la asignación de personal durante toda la producción.

### Guion
El guion y la composición de la serie fueron asumidos directamente por el director, Masashi Koizuka. Para adaptar al formato audiovisual el mundo de ciencia ficción dura y la vasta cantidad de detalles creados por Tow Ubukata, era necesario organizar la información, seleccionar cuidadosamente los elementos esenciales y eliminar lo superfluo. En algunos casos, incluso fue necesario eliminar personajes que aparecían en la obra original. Koizuka consideró que este tipo de decisiones eran demasiado delicadas para delegarlas a otra persona, por lo que decidió encargarse personalmente de la escritura del guion y la composición de la serie.
Aunque la novela de Tow Ubukata sirvió como la base principal de la historia, tanto Masashi Koizuka como Hiromu Arakawa y el resto del equipo creativo contribuyeron activamente a dar forma a la obra. La novela de Ubukata se centra en transmitir el atractivo de su mundo y en los elementos característicos de la ciencia ficción dura. Por ello, Koizuka incorporó su propia visión junto con el enfoque de Arakawa para desarrollar los aspectos del drama humano. De esta manera, lograron equilibrar los elementos técnicos y narrativos, consolidando la historia en una obra completa y cohesionada.

### Casting y grabación
El equipo de producción, a quien Netflix otorgó la decisión final sobre el elenco, se encargó del proceso de casting. Como algunos miembros del equipo inicial ya tenían una idea clara de las voces que buscaban, las decisiones se tomaron de manera orgánica al escuchar las demos. Para el papel de Marie, Masashi Koizuka quería que fuera interpretado por alguien de un ámbito cultural diferente, no necesariamente un actor de voz profesional. Tras consultar con el director de sonido, Masafumi Mima, este recomendó a Aina The End como la opción ideal. Así, se le hizo la oferta para el papel. Curiosamente, aunque Aina también interpreta el tema principal de la serie, primero se le contrató como actriz de voz y, posteriormente, se le asignó la tarea de cantar. Además de interpretar el tema principal, Aina asumió la responsabilidad de escribir la letra y componer la música, contribuyendo significativamente a la identidad artística de la serie.
El proceso de grabación de voces se extendió por aproximadamente dos años, desde el primer episodio hasta el último, para ajustarse al ritmo de producción. Según Chiaki Kobayashi, quien interpretó a Jack, ya existía un metraje completo disponible al momento de grabar el primer episodio. Comentó que la animación y dirección de Wit Studio mostraban un nivel de calidad excepcional, incluso desde la perspectiva del elenco. Kobayashi también destacó la impresionante fuerza y dedicación reflejadas en las imágenes del primer episodio, lo que le permitió apreciar el esfuerzo y la seriedad con la que el equipo de producción abordó la creación de la serie. Por su parte, Yūto Uemura, quien interpretó a Phil, recordó la tensión que surgía de las interacciones entre los actores durante las grabaciones y lo significativo que fue trabajar en un proyecto con un período de producción tan prolongado.

## Temas musicales
- «Kurakura» (クラクラ?), interpretada por Aina The End como tema de cierre. La letra y composición estuvieron a cargo de Aina The End, en colaboración con Shōko Nakamura en la composición. Los arreglos fueron realizados por Shōko Nakamura y Makia Adachi.[14]
- «Moon River», canción insertada en los episodios 2, 8 y 18. La letra fue escrita por Johnny Mercer y la música compuesta por Henry Mancini.

## Lista de episodios
| N.º | Título                                                 | Dirigido por              | Escrito por                     | Guionizado por                        | Fecha de emisión original |
| --- | ------------------------------------------------------ | ------------------------- | ------------------------------- | ------------------------------------- | ------------------------- |
| 1   | «La noche en que empezó todo» «The Night it All Began» | Hiroyuki Tanaka           | Masashi Koizuka                 | Masashi Koizuka                       | 10 de abril de 2025       |
| 2   | «Un día fatídico» «A Fateful Day»                      | Chie Yamashiro            | Masashi Koizuka                 | Daisuke Tokudo                        | 10 de abril de 2025       |
| 3   | «Una cara inesperada» «An Unexpected Face»             | Yasuyuki Ebara            | Masashi Koizuka                 | Yasuyuki Ebara                        | 10 de abril de 2025       |
| 4   | «Lo que más importa» «What Matters Most»               | Shingo Uchida             | Masashi Koizuka                 | Yūzō Satō                             | 10 de abril de 2025       |
| 5   | «Revelación» «Revelation»                              | Pei Ni Hong               | Masashi Koizuka                 | Masashi KoizukaTetsuo Hirakawa        | 10 de abril de 2025       |
| 6   | «Reencuentro» «Reunion»                                | Toshimasa Suzuki          | Masashi Koizuka                 | Masayuki MiyajiChie Yamashiro         | 10 de abril de 2025       |
| 7   | «Las gentes de la Luna» «People of the Moon»           | Chie Yamashiro            | Masashi Koizuka                 | Chie Yamashiro                        | 10 de abril de 2025       |
| 8   | «Mary»                                                 | Tadashi Nakamura          | Masashi Koizuka                 | Takashi Kawabata                      | 10 de abril de 2025       |
| 9   | «Sentimientos inalterables» «Unchanging Feelings»      | Ryūtarō Awabe             | Masashi Koizuka                 | Kōji Sawai                            | 10 de abril de 2025       |
| 10  | «Persecución» «Pursuit»                                | Yasuyuki Ebara            | Masashi Koizuka                 | Yasuyuki Ebara                        | 10 de abril de 2025       |
| 11  | «Desconocida» «Unknown»                                | Yūta Suzuki               | Masashi Koizuka                 | Yūzō Satō                             | 10 de abril de 2025       |
| 12  | «Sombras que se ciernen» «Falling Shadows»             | Yasuhiro Akamatsu         | Masashi Koizuka                 | Shinpei Ezaki                         | 10 de abril de 2025       |
| 13  | «Despedida» «Parting»                                  | Jun'ichirō Hashiguchi     | Masashi Koizuka                 | Masayuki Miyaji                       | 10 de abril de 2025       |
| 14  | «El pasado y la realidad» «The Past and Reality»       | Toshimasa Suzuki          | Masashi KoizukaTomomi Kawaguchi | Masayuki Miyaji                       | 10 de abril de 2025       |
| 15  | «Expectativas» «Expectations»                          | Ryūtarō Awabe             | Masashi KoizukaTomomi Kawaguchi | Kōji Sawai                            | 10 de abril de 2025       |
| 16  | «Realidad» «Reminiscence»                              | Shin'ya Kawabe            | Masashi KoizukaTomomi Kawaguchi | Kyoko Yamazaki                        | 10 de abril de 2025       |
| 17  | «Dominación» «Domination»                              | Shū HonmaYasuyuki Ebara   | Masashi KoizukaTomomi Kawaguchi | Kazuya NomuraKōji SawaiYasuyuki Ebara | 10 de abril de 2025       |
| 18  | «Continuar el legado» «Carry On Your Will»             | Chie YamashiroYūta Suzuki | Masashi KoizukaTomomi Kawaguchi | Tetsurō ArakiYūki Kamiya              | 10 de abril de 2025       |

## Novela
La novela original escrita por Tow Ubukata, que sirvió como base para la historia, se publicó en tres volúmenes simultáneamente el 25 de abril de 2025.

### Lista de volúmenes
| Volúmenes de la novela publicados | Volúmenes de la novela publicados | Volúmenes de la novela publicados |
| Número                            | Fecha de lanzamiento              | ISBN                              |
| --------------------------------- | --------------------------------- | --------------------------------- |
| 1                                 | 25 de abril de 2025               | ISBN 978-4-86794-490-5            |
| 2                                 | 25 de abril de 2025               | ISBN 978-4-86794-491-2            |
| 3                                 | 25 de abril de 2025               | ISBN 978-4-86794-492-9            |